# قانون هس

قانون هس (به انگلیسی: Hess's law) بیانگر این نکته است که گرمای آزاد شده یا جذب شده در یک واکنش شیمیایی به تعداد مراحل انجام واکنش وابسته نبوده اگر واکنش در یک یا چند مرحله انجام شود، این مقدار یکسان خواهد بود.

## کاربرد قانون هس
با استفاده از این قانون می‌توان گرمای واکنش‌هایی که شرایط انجام آن‌ها سخت بوده یا اندازه‌گیری گرما در آن‌ها امکان‌پذیر نیست، را محاسبه کرد.با استفاده از این قانون می‌توان با داشتن انتالپی واکنشهای حد واسط انتالپی واکنش کلی را به دست اورد
گاز هیدروژن که به عنوان یک سوخت پاک نیز از آن بهره می‌گیرند،‌ به کمک واکنش کربن (زغال) و آب بوجود می‌آید:
C(s)+2H2O(g)→CO2(g)+2H2(g)
محاسبات نشان می‌دهند که برای مصرف هر مول کربن، به میزان 90.1kJ گرما نیاز داریم. به طور قراردادی، زمانی که گرما در طول یک واکنش جذب شود، علامت آن‌را مثبت در نظر می‌گیریم. به بیان دیگر، در یک واکنش گرماگیر q>0 و در یک واکنش گرماده q<0 خواهد بود.
ممکن است این سوال پیش بیاید که چه اتفاقی برای انرژی وارد شده به سیستم خواهد افتاد. یک راه پاسخ این است که بگوییم این انرژی صرف تبدیل یک سوخت (کربن) به سوخت دیگر (هیدروژن) شده است. برای مقایسه انرژی در هر سوخت، می‌توانیم گرمای حاصل از احتراق هر سوخت با یک مول از اکسیژن را حساب کنیم:
C(s)+O2(g)→CO2(g)
واکنش بالا در ازای سوختن یک مول از کربن میزان 393.5kJ انرژی تولید می‌کند. بنابراین خواهیم داشت:
q=−393.5kJ
همچنین در واکنش زیر، به ازای سوختن دو مول گاز هیدروژن میزان 483.6 kJ گرما تولید می‌شود. در نتیجه برای این تغییر شیمیایی خواهیم داشت q=–483.6 kJ که معادله آن در زیر آمده است:
2H2(g)+O2(g)→2H2O(g)

## منبع
- مشارکت‌کنندگان ویکی‌پدیا. «Hess's law». در دانشنامهٔ ویکی‌پدیای انگلیسی، بازبینی‌شده در ۲۶ فوریه ۲۰۱۴.

| قانون هس |
| قانونی که در ارتباط با اثر گرمایی در فرایندهای شیمیایی است. در سال 1840، توسط هس کشف شده‌است و چنین بیان می‌شود: " اثر گرمایی یک واکنش شیمیایی، تنها به شرایط آغازی و پایانی اجسام واکنش دهنده بستگی دارد و به مرحله‌های حد واسط آن واکنش بسته نیست " مثلاً اندازه‌گیری گرمای واکنش تشکیل سدیم سولفات Na2SO4، از واکنش سولفوریک اسید و سدیم هیدروکسید به دو روش امکان دارد، که اولی در یک مرحله و دومی در دو مرحله انجام می‌گیرد. روش اول با مخلوط کردن محلول رقیق، شامل دو مول سدیم هیدروکسید با یک محلول شامل یک مول سولفوریک اسید، از نظر شیمیایی و اثر گرمایی این فرایند شیمیایی می‌توان نوشت: 2NaOH(aq) + H2SO4(aq) → Na2SO4(aq) + 2H2O(l) + 131.37 KJ روش دوم با افزودن یک محلول شامل یک مول سدیم هیدروکسید، به یک محلول شامل یک مول سولفوریک اسید، که به تشکیل نمک اسیدی سدیم هیدروژن سولفات منتهی می‌شود، و سپس افزودن یک مول دیگر از سدیم هیدروکسید به این نمک اسیدی. در مورد معادله شیمیایی و اثر گرمایی این فرایند می‌توان نوشت: 1) NaOH(aq) + H2SO4(aq) → NaHSO4(aq) + H2O(l) + 61.92 KJ 2) NaOH(aq) + NaHSO4(aq) → Na2SO4(aq) + H2O(l) + 69.45 KJ -------------------------------------------------------------------------------- 2NaOH(aq) + H2SO4(aq) → Na2SO4(aq) + 2H2O(l) + 131.37 KJ چنانجه که می بینیم، در هر دو روش به یک نتیجه می رسیم. از قانون هس برای محاسبه گرمای واکنش‌های شیمیایی، که اندازه‌گیری مستقیم آن‌ها امکان پذیر نیست استفاده می‌شود. برای این منظور، یک واکنش کلی را که گرمای حاصل از آن مشخص است، می‌توان به چند واکنش فرعی (چند مرحله ای) تقسیم کرد. سپس جمع جبری گرمای حاصل از این مراحل فرعی را برابر گرمای واکنش کلی قرار داد. |